# Gregg Johnson
Greggory Da-marr Johnson (Houston, 20 ottobre 1958) è un giocatore di football americano statunitense che ha militato nel ruolo di defensive back nella National Football League (NFL) e nella United States Football League (USFL).

## Carriera
Dopo non essere stato scelto nel Draft NFL 1981, Johnson firmò con i Seattle Seahawks, con cui giocò fino al 1983 e poi di nuovo nel 1986. È il detentore del record di franchigia per fumble avversari recuperati in una stagione, quattro (condiviso con Kenny Easley), stabilito nel suo anno da rookie nel 1981. Nel 1984 e 1985 militò nei New Jersey Generals della USFL. Chiuse la carriera disputando un'unica annata con i St. Louis Cardinals nel 1987.